# ارکیده پروانس
ارکیده پروانس (انگلیسی: Orchis provincialis) نوعی گیاه ارکیده است که در منطقه پروانس فرانسه و دیگر مناطق مدیترانه‌ای یافت می‌شود.
این ارکیده گیاهی چندساله با ارتفاع ۲۰ تا ۴۰ سانتی‌متر است که برگ‌هایی کشیده و به رنگ سبز با لکه‌های قهوه‌ای مایل به بنفش دارد. گل‌های این گیاه کوچک و به رنگ سفید کرمی یا زرد کم‌رنگ هستند و گاهی به رنگ‌های صورتی و بنفش نیز دیده می‌شوند.
ارکیده پروانس در چمنزارها، علفزارها و جنگل‌های روشن رشد می‌کند و به خاک آهکی و مرطوب نیاز دارد. این گیاه در بهار گل می‌دهد و گل‌های آن توسط حشرات گرده افشانی می‌شوند.
ارکیده پروانس به دلیل زیبایی و کمیاب بودن آن در برخی مناطق محافظت می‌شود.